# Kannikebjerg
Kannikebjerg är en kulle i Danmark.   Den ligger i Silkeborgs kommun i Region Mittjylland, i den centrala delen av landet, 190 km väster om Köpenhamn. Toppen på Kannikebjerg är 128 meter över havet.  Närmaste större samhälle är Silkeborg, 15 km norr om Kannikebjerg. Omgivningarna runt Kannikebjerg är en mosaik av jordbruksmark och naturlig växtlighet.